# Nevena Jovanović
Nevena Jovanović (ur. 30 czerwca 1990 w Kraljevie) – serbska koszykarka grająca na pozycji rzucającej, reprezentantka kraju, mistrzyni Europy, brązowa medalistka olimpijska, obecnie zawodniczka Euroleasing Sopron Basket.
3 września 2019 dołączyła do Ślęzy Wrocław.
14 maja 2021 została zawodniczką węgierskiego Euroleasing Sopron Basket.

## Osiągnięcia
Stan na 22 maja 2021, na podstawie, o ile nie zaznaczono inaczej.
Drużynowe
- Mistrzyni:
  - Ligi Adriatyckiej (2013)
  - Serbii (2013)
- Wicemistrzyni Węgier (2014)[4]
- Brązowa medalistka Ligi Środkowoeuropejskiej (2014)[4]
- Zdobywczyni pucharu:
  - Serbii (2013)[5]
  - Węgier (2014)[4]
- Finalistka pucharu Serbii (2012)

Indywidualne
(* – nagrody przyznane przez portal eurobasket.com)
- Najlepsza rzucająca ligi serbskiej (2013)*[5]
- Zaliczona do*:
  - II składu ligi:
    - węgierskiej (2014)[4]
    - serbskiej (2013)[5]

  - składu honorable mention ligi:
    - francuskiej (2017)[6]
    - węgierskiej (2015)[7]

### Reprezentacja
Seniorska
- Mistrzyni Europy (2015)
- Wicemistrzyni igrzysk śródziemnomorskich (2009)
- Brązowa medalistka:
  - igrzysk olimpijskich (2016)
  - mistrzostw Europy (2019)
- Uczestniczka:
  - mistrzostw:
    - świata (2014 – 8. miejsce)
    - Europy (2013 – 4. miejsce, 2015, 2017 – 11. miejsce)

  - kwalifikacji do Eurobasketu (2013, 2017)

Młodzieżowe
- Mistrzyni Europy U–18 (2007)
- Uczestniczka mistrzostw Europy:
  - U–20 (2009 – 7. miejsce, 2010 – 8 .miejsce)
  - U–18 (2007, 2008 – 6 .miejsce)
  - U–16 (2005, 2006 – 4. miejsce)